# 기니비사우의 국장

기니비사우의 국장

기니비사우의 국장은 1973년 포르투갈로부터 독립함과 동시에 제정되었으며 현재의 국장은 1994년에 수정되었다.
국장 가운데에는 빨간색 바탕에 검은색 별이 그려져 있으며 국장 양쪽을 올리브 가지가 감싸고 있다. 국장 아래쪽에는 조가비가 그려져 있고 리본에는 기니비사우의 나라 표어인 "통일, 투쟁, 진보"("Unidade, Luta, Progresso")가 포르투갈어로 쓰여져 있다. 검은색 별은 아프리카를, 조가비는 기니비사우가 서아프리카 연안에 위치한 나라임을 의미한다.

## 역대 기니비사우의 국장

포르투갈령 기니의 문장 (1935년 5월 8일 ~ 1951년 6월 11일)
포르투갈령 기니의 문장 (1951년 6월 11일 ~ 1973년 9월 24일)
포르투갈령 기니의 소형 문장 (1935년 5월 8일 ~ 1973년 9월 24일)
기니비사우의 국장 (1973년 ~ 1994년)